# 플랜트 수출
플랜트 수출(plant 輸出)은 공장을 실제로 운영하는 기술이나 기계설비 등의 대형 수출을 가리키는 단어이다. 플랜트는 원래 공장을 의미하는 단어이지만 공장 그 자체를 뜻하는 것은 아니다. 산업개발 단계가 낮은 나라에서 높은 나라에 대하여 공장설비 및 기술 도입을 요구함으로써 이것이 이루어진다고 할 수 있다. 주요한 것으로는 중기계, 선박, 발전기계, 섬유기계, 화학비료, 비닐 플랜트 같은 복합적인 설비재가 다루어지며 계약에서 인도까지의 기간이 일반 상품 수송보다도 길고 또 가격도 높아진다.